# 萨伦塔勒
萨伦塔勒（法語：Salenthal，法語發音：[saləntal]）是法国下莱茵省的一个旧市镇，属于萨韦尔讷区。

## 地理
萨伦塔勒（48°40'1"N, 7°22'13"E）面积1.34 平方千米，位于法国大東部大區下莱茵省，该省份为法国大陆部分最东部的省份，是阿尔萨斯的一部分，今与上莱茵省组成了阿尔萨斯欧洲集体，其南至上莱茵省，西南接孚日省和默尔特-摩泽尔省，西接摩泽尔省，北与德国接壤，东侧沿莱茵河与德国相望。
与萨伦塔勒接壤的市镇（或旧市镇、城区）包括：阿伦维莱尔、索姆罗、比尔康瓦尔、迪姆斯塔勒、辛格里斯特。
萨伦塔勒的时区为UTC+01:00、UTC+02:00（夏令时）。

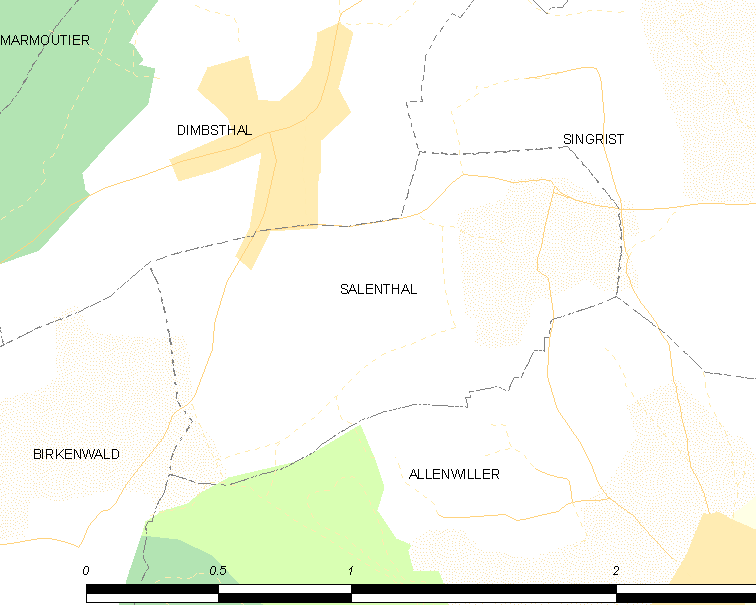
萨伦塔勒的OSM定位图

## 行政
萨伦塔勒的邮政编码为67440，INSEE市镇编码为67431。

## 政治
萨伦塔勒所属的省级选区为萨韦尔讷县。

## 人口

1962-2008年间萨伦塔勒人口变化图示

萨伦塔勒于2018年1月1日时的人口数量为217人。